# 谷口布実
谷口 布実（たにぐち ふみ、2001年1月25日 - ）は、京都府出身の女優・インフルエンサー。太田プロダクション所属。父は俳優の谷口高史。

## 人物
身長156cm。
趣味はアコースティック・ギター、読書、マラソン。特技は殺陣、絵を描くこと、動画編集。

## 出演作品

### テレビドラマ
- 仮面ライダーガッチャード 第32話・第33話（2024年、テレビ朝日） - ミメイ / 仮面ライダーグレア（ハンドレッド）[1]
- SHOGUN’S NINJA-将軍乃忍者-（2025年3月21日、関西テレビ） - お志津[3]

### 映画
- 鬼平犯科帳 血闘（2024年）- すあい女 役

### 配信ドラマ
- Fridge（2023年） - 菜月 役

### 舞台
- Kyoto演劇フェスティバル
  - 陰陽師2017（2017年）
  - くノ一外伝（2018年） - 主演：凛 役
  - 百鬼夜行前夜祭（2019年） - 花子、土蜘蛛 役
  - 守護戦記〜いつもそばに〜（2020年） - 主演：みずき 役
  - くノ一外伝〜dropout〜（2022年） - 主演：凛 役
  - 陰陽師2024（2024年）
- 長浜近世城下町ふるさとまつり「天下一演舞会」（2018年）
- 都若丸劇団「羅刹〜喰らえ!この魂〜」（2019年） - くノ一、凛 役
- 紅兜（2023年） - 紅、紅兜 役
- 都若丸劇団「紫の月」(2024年)　- おとせ 役
- BRATS × 新風PROJECT「蒼天を駆る」(2024年)　- お香 役
- BRATS × 新風PROJECT「果ての月」(2024年)　- お雪 役
- 劇団丸組「山潜り」(2025年)　- お雪、すみれ 役

### イベント
2024年
- KANSAI COLLECTION 2024 SPRING&SUMMER（3月20日）

### 雑誌
- フジシン「JAPAN CUP」（2019年） - コンテストモデル
- NYNY（2020年） - パンフレット表紙
- カジカジH vol.58・61・63「ティーンモデルコレクション」（2020年）
- anan（アンアン）2022/5/25号 No.2299［NEXT ジェネレーション2022/道枝駿佑］（2022年）
- りぼん 2022年10月号 （2022年09月02日、集英社 「TikTokスターに会いたい！ 」)

### 広告
- フジテレビジョン 「全日本フィギュアスケート選手権」公式TikTok広告、紀平梨花イラスト描画（2020年）